# 408 v. Chr.
Portal Geschichte | Portal Biografien | Aktuelle Ereignisse | Jahreskalender | Tagesartikel

◄ |
6. Jahrhundert v. Chr. |
5. Jahrhundert v. Chr. |
4. Jahrhundert v. Chr. |
►

◄ | 420er v. Chr. | 410er v. Chr. | 400er v. Chr. | 390er v. Chr. |
380er v. Chr. |
►

◄◄ | ◄ | 411 v. Chr. | 410 v. Chr. | 409 v. Chr. | 408 v. Chr. |
407 v. Chr. |
406 v. Chr. |
405 v. Chr. |
► |
►►

## Ereignisse

### Politik und Weltgeschehen
- Nach mehreren Siegen gegen Sparta im Peloponnesischen Krieg zieht Alkibiades triumphal in Athen ein und wird zum strategos gewählt.
- Nach dem Tod des spartanischen Königs Pleistoanax wird sein Sohn Pausanias neuerlich König aus dem Haus der Agiaden.
- Hermokrates von Syrakus beginnt mit dem Wiederaufbau der im Vorjahr durch Karthago zerstörten Mauern von Selinunt auf Sizilien.

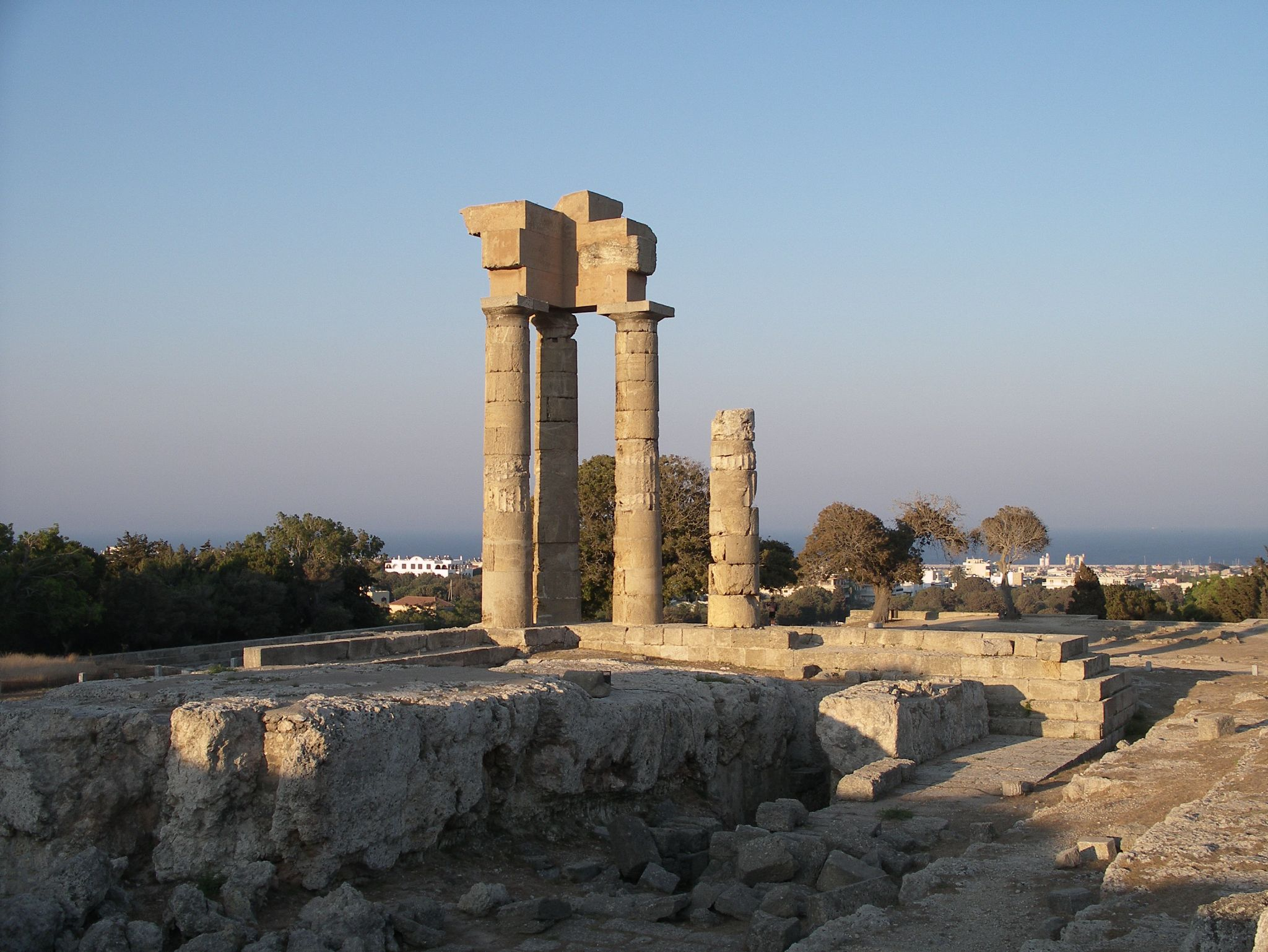
Frühgriechische Tempelüberreste der Akropolis von Rhodos

- Die drei poleis Ialysos, Kameiros und Lindos, die die Insel Rhodos in den letzten Jahrhunderten trotz permanenter Konkurrenz dominiert haben, schließen sich zusammen und gründen im Norden der Insel die spätere Hauptstadt Rhodos. Angeblich wirkt auch der berühmte Baumeister Hippodamos an der Planung der Stadt mit, der zu diesem Zeitpunkt allerdings bereits 90 Jahre alt ist.

### Wissenschaft und Technik
- In seinem 16. Regierungsjahr (408 bis 407 v. Chr.) lässt der achämenidische König Dareios II. den Zusatzmonat Ululu II schalten, der am 12. September[1] beginnt.
- Im babylonischen Kalender fällt der Jahresbeginn des 1. Nisannu auf den 20.–21. März[1]; der Vollmond im Nisannu auf den 2.–3. April[1] und der 1. Tašritu auf den 11.–12. Oktober[1].

### Sport
- Der makedonische König Archelaos I. siegt bei den Olympischen Spielen im tethrippon, dem Rennen mit dem Vierergespann.
- Bei den Olympischen Spielen wird der synoris eingeführt, ein Rennen mit dem Zweiergespann.

## Geboren
- Antiphanes, athenischer Dichter († 332 v. Chr.)

## Gestorben
- Pleistoanax, spartanischer König aus dem Haus der Agiaden